# Otapanje vladara
Otapanje vladara (internationaler englischsprachiger Titel Wondrous Is the Silence of My Master) ist ein Filmdrama von Ivan Salatić. Die Hauptfigur Morlak ist von der historischen Figur Petar II. Petrović Njegoš inspiriert und wird im Film von dem kroatischen Dichter Marko Pogačar gespielt. In weiteren Rollen spielen Luka Petrone, Vanja Matić und Tea Ljubešić. Otapanje vladara feierte Ende Januar 2025 beim Internationalen Filmfestival Rotterdam seine Premiere.

## Handlung
Der an Tuberkulose erkrankte Anführer einer kleinen Gruppe montenegrinischer Rebellen namens Morlak begibt sich im 19. Jahrhundert auf der Suche nach Heilung von Montenegro in wärmere Gefilde in Süditalien. Seine Heimat ist von türkischen Truppen umzingelt. Begleitet wird er auf seiner Reise von einem kleinen Teil seines Haushalts, darunter sein treuenr Diener Djuko. Sie kommen in Neapel unter, einer Stadt, die einen starken Kontrast zu den isolierten Hügeln ihrer Heimat bildet. Während Morlak über seine Existenz nachdenkt, kämpft sein treuer Diener Djuko mit der Angst vor dem Tod seines Herrn. Er ist verwundert und verärgert darüber, dass sein Herr nicht in ihre Heimat zurückkehren will.

## Produktion

Petar II. Petrović Njegoš

Regie führte Ivan Salatić, der auch das Drehbuch schrieb. Es handelt sich bei Otapanje vladara um seinen zweiten Spielfilm nach Ti imaš noć, den er im September 2018 bei den Filmfestspielen in Venedig vorstellte. Salatić wurde 1982 in Dubrovnik im damaligen Jugoslawien geboren und wuchs in Herceg Novi auf. Er studiert an der Universität für Künste Belgrad und absolviert die Master Film Studies an der Hochschule für bildende Künste Hamburg. Der schwer kranke Morlak in seinem Film ist von der historischen Figur Petar II. Petrović Njegoš inspiriert, dem Fürstbischof von Montenegro. Er war einer der bedeutendsten Dichter des serbischen Sprachraums, der administrativ die Grundlagen für einen modernen Staat in Montenegro legte.
Luka Petrone übernahm die Rolle des Dieners Djuko. Der Schauspieler war bereits in Salatićs Kurzfilm Dvorišta in einer Hauptrolle zu sehen. Der kroatische Dichter Marko Pogačar spielt seinen Meister Morlak, der Petar II. Petrović-Njegoš entspricht. Er gibt in der Rolle sein Debüt als Schauspieler. Igor Božanić spielt den Gastwirt Ljubo. Weiter auf der Besetzungsliste finden sich Vanja Matić, Vladimir Milošević, Tea Ljubešić und Jakov Zovko.
Als Kameramann fungierte der Serbe Ivan Marković. Er machte seinen Abschluss als Kameramann an der Fakultät für Schauspiel in Belgrad und erwarb 2019 einen Master-Abschluss in Art and Media an der Universität der Künste Berlin. Regisseur Salatić arbeitete bereits für Ti imaš noć mit ihm. Hiernach war Marković für Angela Schanelecs Film Ich war zuhause, aber… tätig.
Die Filmmusik komponierte Amaury Arboun. Eingespielt wurde diese von dem Musiker Toni Crutone aka Mai Mai Mai.
Die Weltpremiere des Films fand am 31. Januar 2025 beim Internationalen Filmfestival Rotterdam statt, wo er in der Tiger Competition nominiert ist.

## Auszeichnungen
International Film Festival Rotterdam 2025
- Nominierung im Tiger Competition (Ivan Salatić)[2]